# Oscar Schwab
Oscar Schwab (* 24. Juni 1882 in Paris; † 21. August 1955 in St. Louis) war ein schweizerisch-US-amerikanischer Bahnradsportler.

## Werdegang
Oscar Schwab wurde in Paris geboren und wuchs in der Schweiz auf, da seine Mutter Schweizerin war. Später wurde er von seinem Stiefvater, einem US-Amerikaner, adoptiert und wurde 1900 US-amerikanischer Staatsbürger. Er sprach mehrere Sprachen fließend. Nach Beendigung der Schule zog er 1897 in die USA und machte eine Ausbildung in einer Eisenkonstruktionswerkstatt; nachmittags traf er sich mit seinen Freunden zum Radfahren. Ab 1903 bestritt er kleinere Amateurrennen. 1904 startete er bei den Olympischen Spielen in St. Louis im Sprint über eine Viertelmeile, schied aber schon in der ersten Runde aus.
Im Jahr darauf wurde Schwab Profi, zog nach Paris und bestritt von dort aus Radsportwettkämpfe in ganz Europa, Sprint- sowie Steherrennen. 1905 und 1906 startete er bei Bahn-Weltmeisterschaften im Sprint, 1906 sowie 1907 beim Grand Prix de Paris. 1907 wurde er Schweizer Meister im Sprint. 1920 fuhr er gemeinsam mit dem Böhmen Emanuel Kudela ein Tandemrennen auf der Berliner Olympiabahn, bei dem Kudela tödlich stürzte. Im selben Jahr belegte er hinter Walter Rütt den zweiten Platz beim Blauen Band von Königsberg.
1912 heiratete Oscar Schwab in Berlin, 1926 zog er zurück in die USA. Nach dem Zweiten Weltkrieg kehrte er für eine Zeit lang nach Deutschland zurück und wohnte wieder in Berlin. Er betätigte sich als Schrittmacher bei Steherrennen und fuhr die gesamte Saison 1947 auf der Radrennbahn Andreasried in Erfurt als Schrittmacher für verschiedene ostdeutsche Steher.